# Kukoak
Kukoak (Quqoā'q)), jedno od nekoliko lokalnih skupina Songish Indijanaca, porodica Salishan, koji su živjeli uz još nekoliko grupa (Chikauach i Chkungen) na McNeill Bayu na južnoj obali kanadskog otoka Vancouver u provoncija Britanska Kolumbija,.